# Bommachihalli, Arsikere
Bommachihalli là một làng thuộc tehsil Arsikere, huyện Hassan, bang Karnataka, Ấn Độ.